# Kincsesbánya
Kincsesbánya es un pueblo húngaro perteneciente al distrito de Mór, condado de Fejér.

## Superficie
Cuenta con una superficie de 10,87 km².

## Demografía
Hasta 2024 la población era de 1446 habitantes, con una densidad de población de 133,02 hab/km².
| Gráfica de evolución demográfica de Kincsesbánya entre 2020 y 2024 |
|                                                                    |
| Datos según la Oficina Central de Estadística de Hungría.          |